# Ежен Делакруа
Фердина́н Вікто́р Еже́н Делакруа́ (фр. Ferdinand Victor Eugène Delacroix, 26 квітня 1798, Шарантон Сент-Моріс, Перша французька республіка — 13 серпня 1863, Париж, Друга французька імперія) — французький художник доби романтизму. Малював історичні картини, іноді натюрморти та портрети, займався стінописом.

## Походження

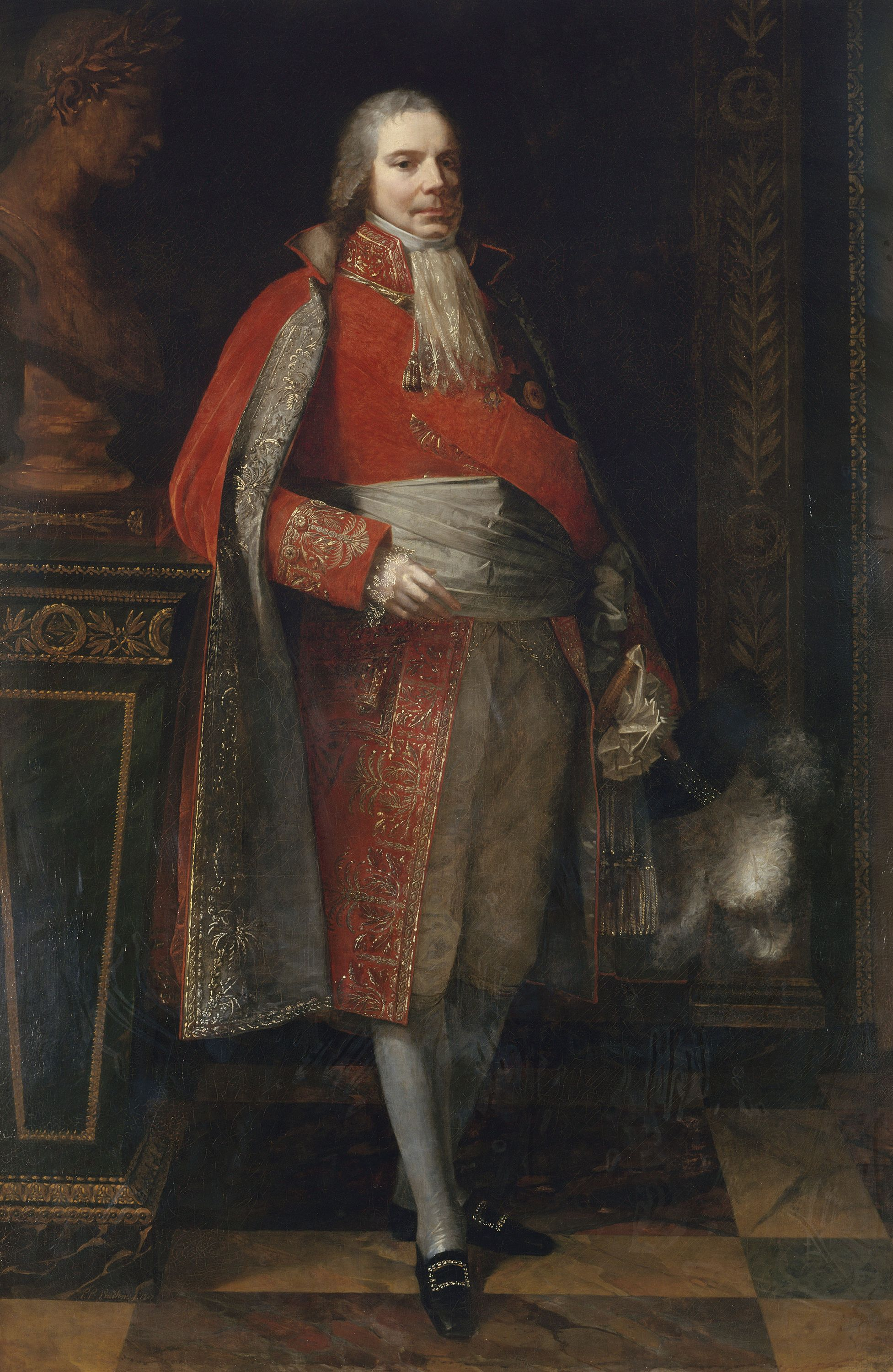
Худ. П'єр Прудон. Портрет Талейрана

Офіційно його батько держслужбовець Шарль Делакруа. Багато говорили, що його справжнім батьком був Шарль Талейран. Цинічний і впливовий міністр Талейран й справді мав декілька коханок, не погребувавши й власною племінницею.
Ежен рано залишився без батьків і виживав самотужки. Саме це загартувало його характер і відбилося в поведінці. Ежен — четверта дитина в родині.

## Навчання
Класичну освіту Ежен отримав у елітарному Імператорському ліцеї Луї Великого (Луї-ле-Гран). 1814 р. померла його мати і юнака забрала до себе родина його старшої сестри. Серед родичів Делакруа — відомий портретист Анрі Різенер (1762—1828). Ежен багато малював з дитинства, після роздумів сам вирішив стати художником. Першим вчителем був П'єр Нарсіс Герен (1774—1833).
Ще більший вплив на юнака мав музей Лувр, куди (як військові трофеї) Наполеон I почав звозити картини з пограбованих країн. Саме в Луврі Делакруа побачить твори майстрів Італії, Іспанії, Фландрії, Голландії. Потужне враження на нього справив фламандець Рубенс, менше — представники Венеції — Тіціан і Веронезе.

## Перші твори

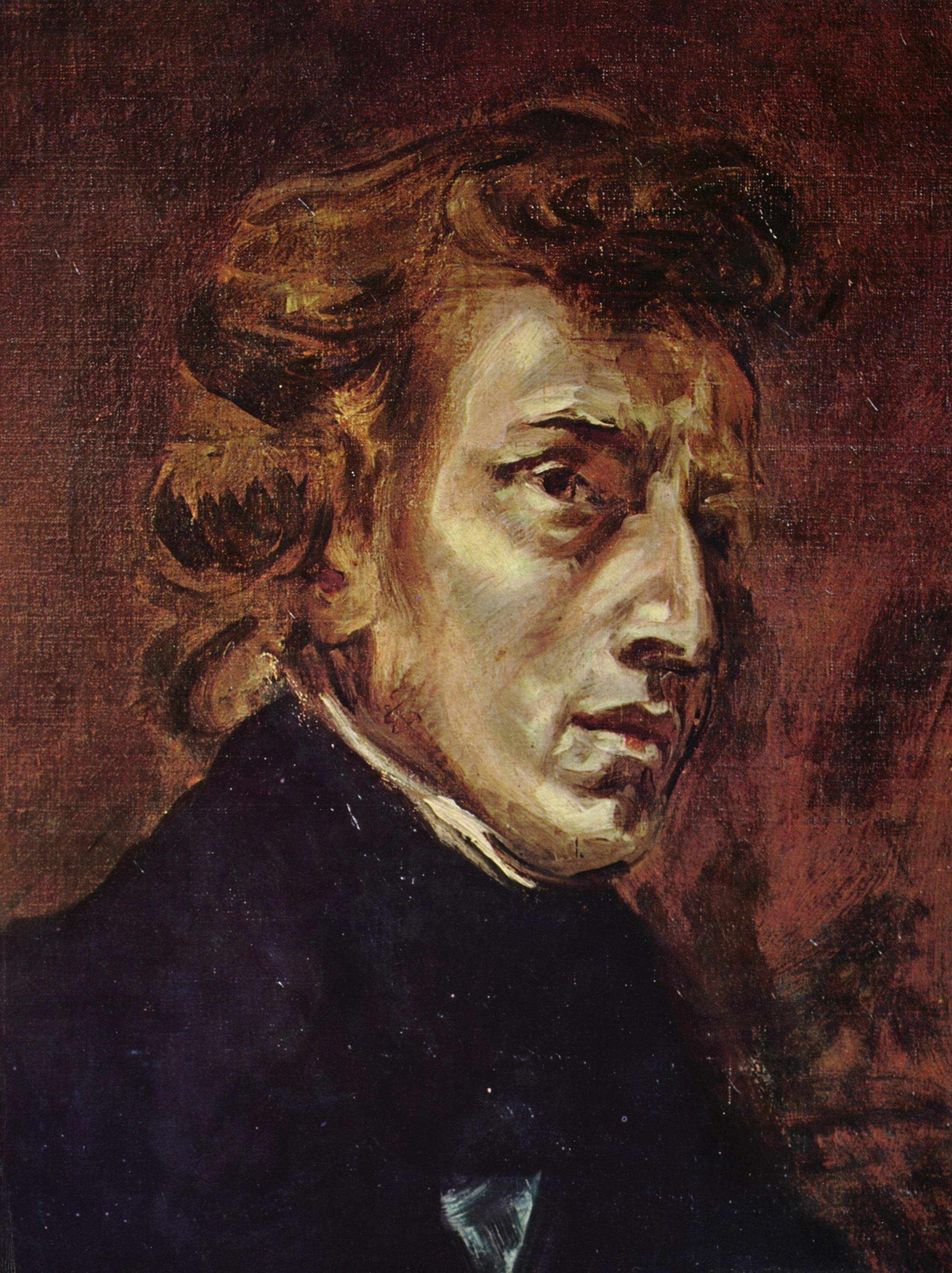
Портрет Фредерика Шопена

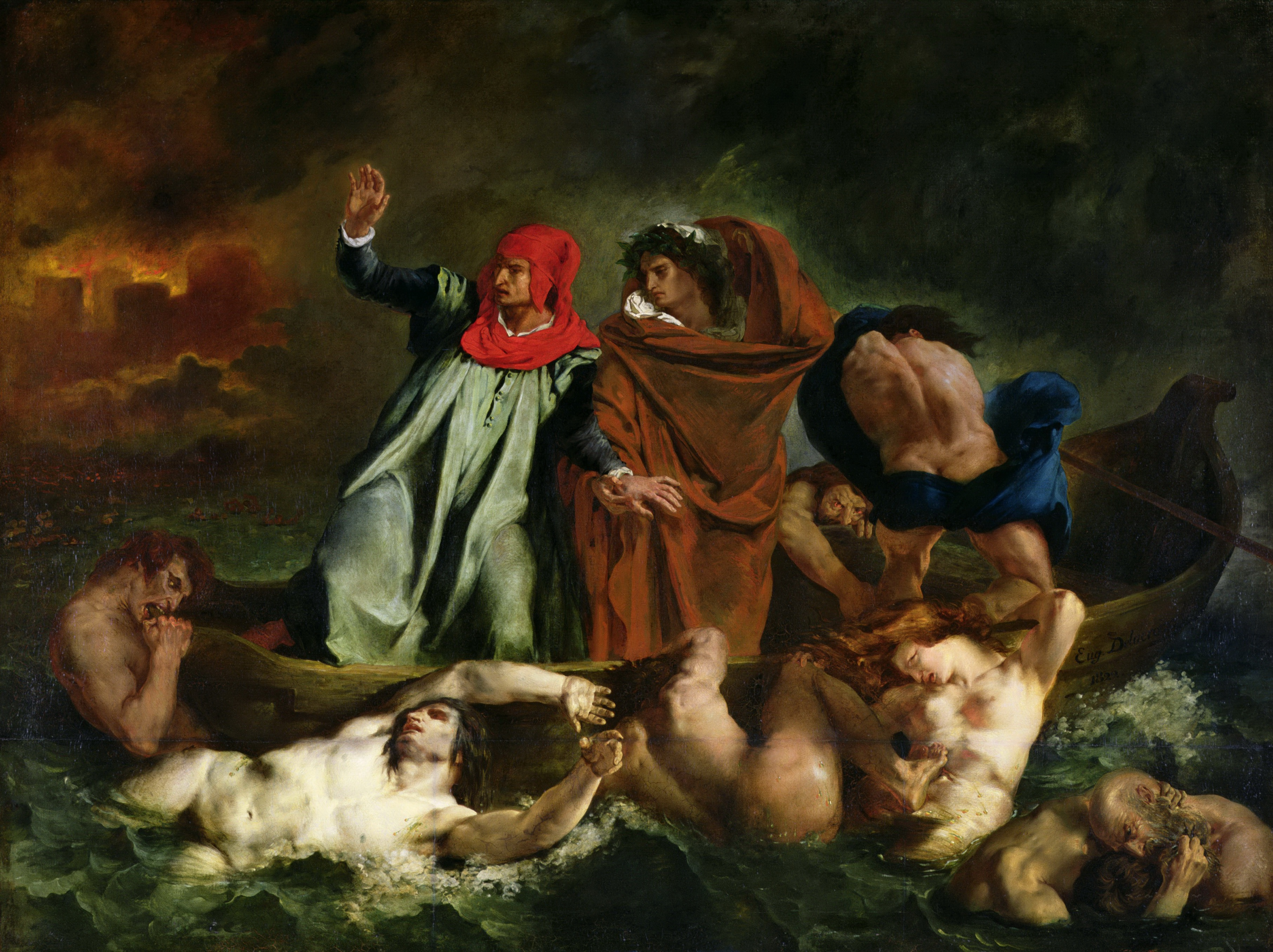
Барка Данте

Париж мав давню традицію виставок в Луврі — так звані Салони.
У 1822 році Делакруа вперше виставив в Салоні свій твір — «Барка Данте» (Лувр, Париж). Темою стала сцена з «Божественної комедії» Данте Аліг'єрі. Під час малювання Ежен прохав читати йому поему. Данте у супроводі давньоримського поета Вергілія мандрує пеклом в уяві. Жах перед мучеництвом грішників і спробував передати молодий митець.
Велике за розміром полотно (2 на 2,5 метри) побачили не тільки через розмір, а й через талант. Особливо допитливі помітили і вплив великого Рубенса, але без використання цитат з картин фламандця.
Перші сюжети картин художнику навіяли літературні твори — Данте, Шекспіра, Байрона. У 1825 р.він відвідав Британію. Велике враження на митця справили картини англійця Джона Констебла, живого на той час. Нечасто в творчому доробку Делакруа з'являлися натюрморти, але вони є («Натюрморт з омаром» 1827, Лувр, Париж).
Спробував Делакруа писати й портрети. Серед перших — «Портрет барона Швитера» (1827, Лондон, Національна галерея), свого приятеля. Худорлявий приятель поданий у повний зріст на тлі парку — нічого зайвого. Делакруа нечасто писатиме портрети, але серед них будуть геніальний Фредерік Шопен (1810—1849) та письменниця Жорж Санд (див. портрет Шопен і Жорж Санд). Серед паризьких знайомих Делакруа і англійський художник — віртуоз Фредерік Лейтон (1830 — 1896), майбутній президент Королівської академії мистецтв в Лондоні.
Захоплювався митець й образом гетьмана Івана Мазепи. Під впливом творів видатних письменників доби романтизму — Вольтера, Байрона, Гюґо, Делакруа малює картину «Покарання Івана Мазепи на коні» (за легендою) (1828).

## Свобода веде народ на барикади
На бурхливі події Липневої революції в Парижі Делакруа відгукнувся картиною «Свобода, що веде народ». В картині дивним чином поєднані фігури міфологічні (алегорія Свободи з прапором Франції) з фігурами брутальної дійсності (Гаврош, мосьє в капелюху болівар, трупи розстріляних). Сенсацією ставали різні картини Делакруа. Його «Свобода» стала відомою на тривалий час, не лише у 1830-ті. Ще дивнішою стала звістка про придбання полотна у Лувр. Це було офіційне визнання митця.

## Марокко
Арабську тему в мистецтві Франції неточно і неправильно називають Східною. У Делакруа був марокканський період. Два роки (1831—1832) він подорожував у Марокко, завдяки тому, що його включили до складу офіційної дипломатичної місії Франції. З Марокко художник привіз малюнки, картини побуту народів, зовсім не схожі на звички і побут Франції: «Марокканська родина», «Полювання на левів в Марокко», «Єврейське весілля в Марокко», «Араб біля могили». Все незвично для європейця, все екзотично і цікаво. Але це був світ з минулого, замкнений, патріархальний, ніби загублений в часі. Тут наче не мав ціни плин часу, не поціновувалась стародавня історія, не була чогось варта сучасна освіта. Ніщо не нагадувало Францію з величними соборами готики і романтики, з її бурхливою історією, пошуками нового в науці, мистецтві, політиці. Тому романтично налаштований художник штучно обирає сюжети хоча б з зовнішнім бурхливим рухом («Полювання на левів в Марокко»), або з натяком на якісь події в минулому («Араб біля могили»).

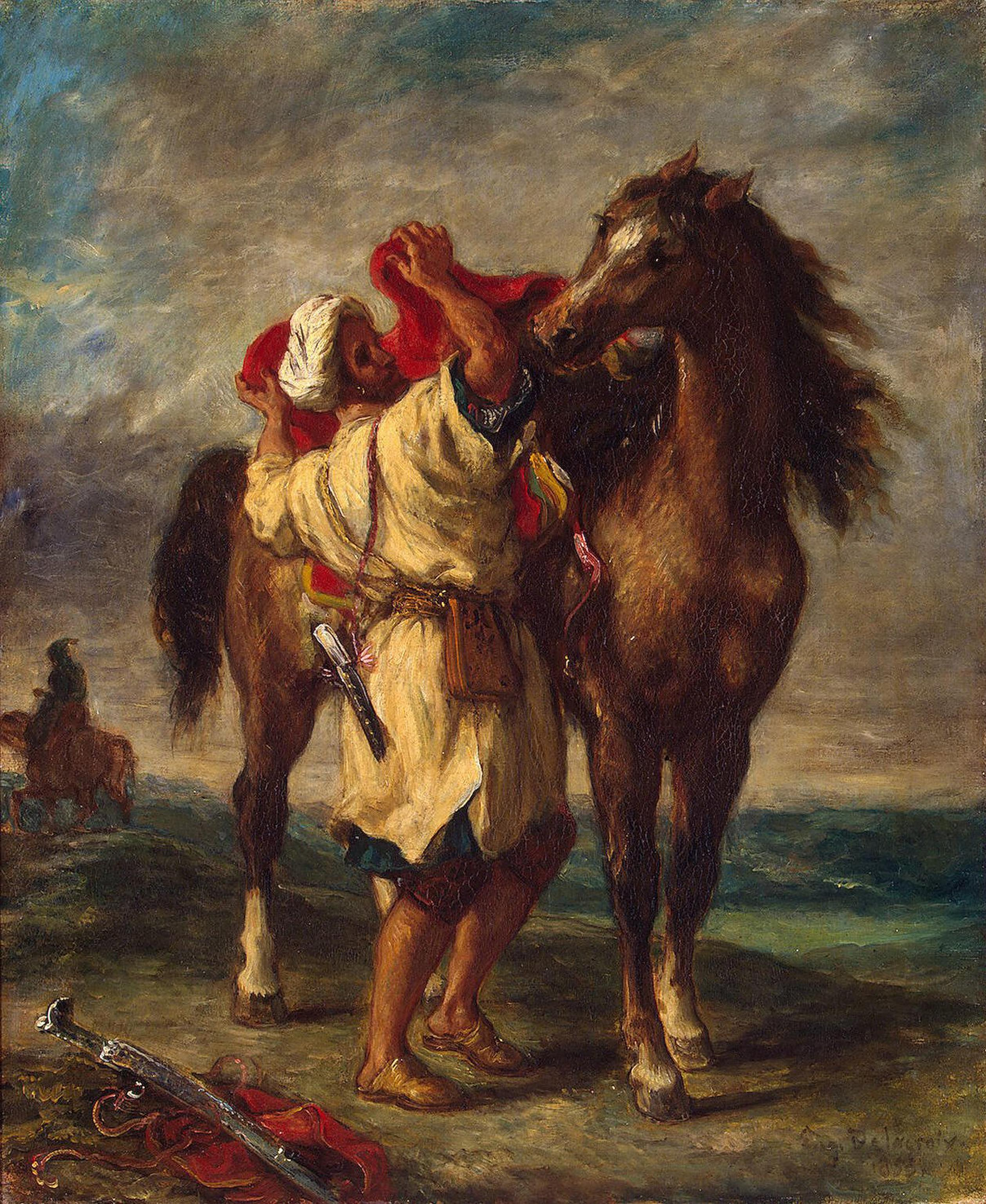
Марокканець сідлає коня, Ермітаж.
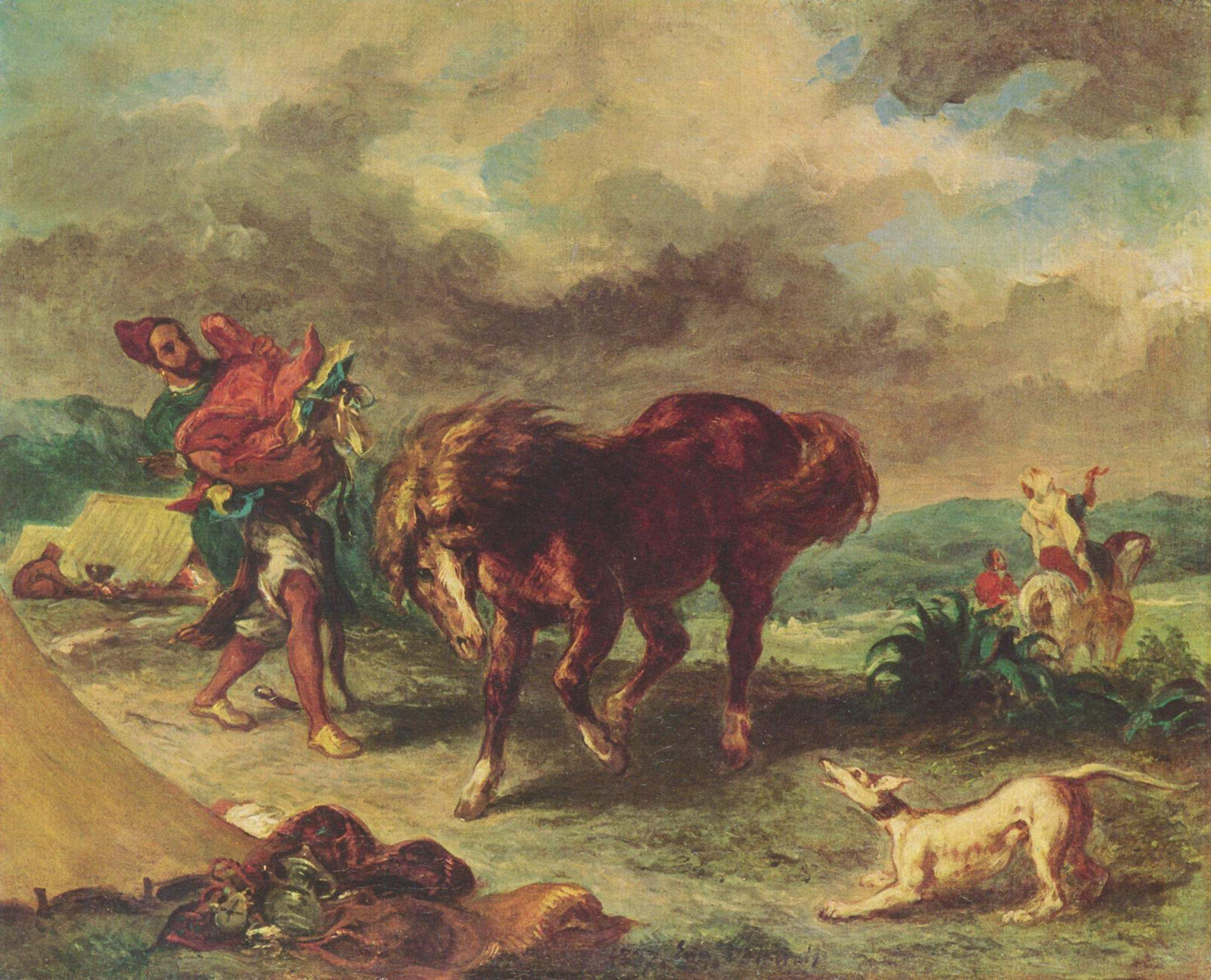
Марокканець сідлає коня, Будапешт.
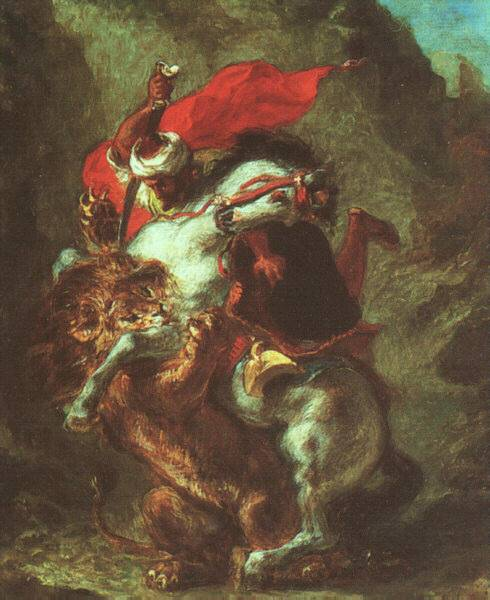
Араб вбиває лева, 1850 р.

## Малюнки

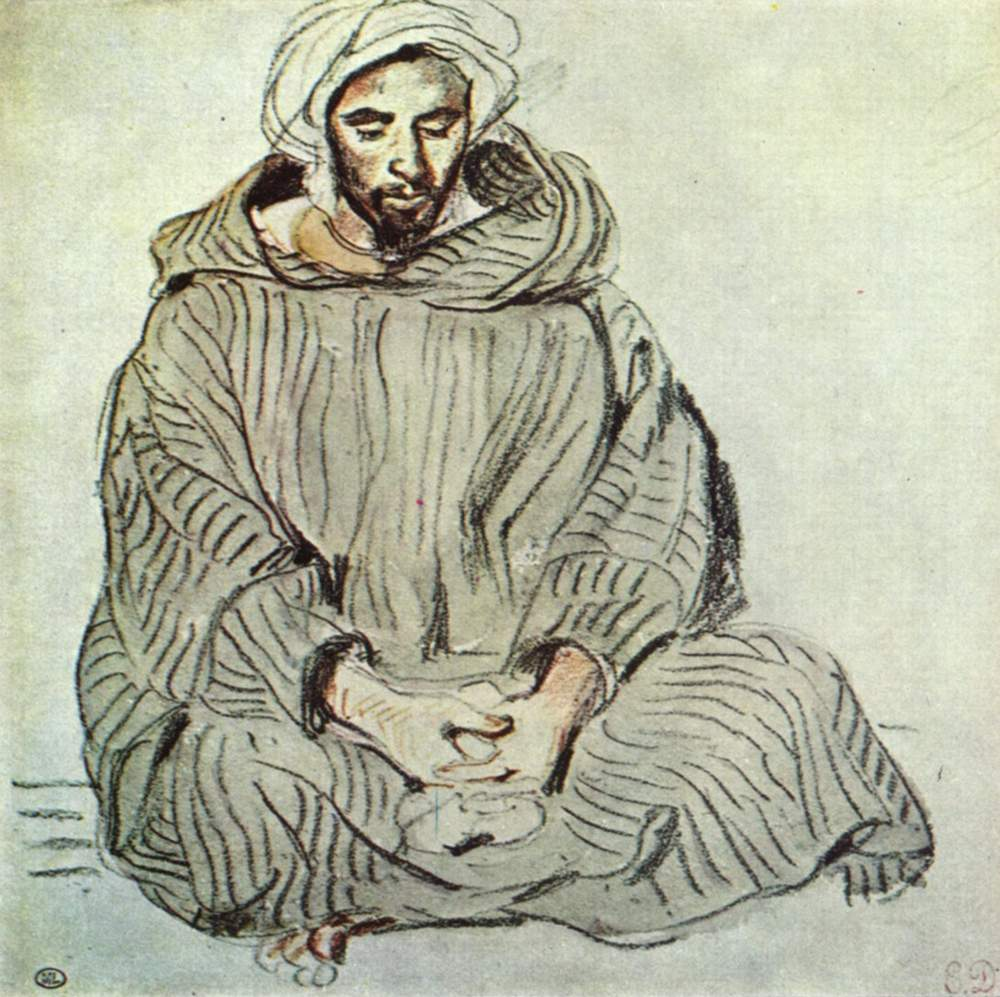
Араб з міста Танжер. Лувр
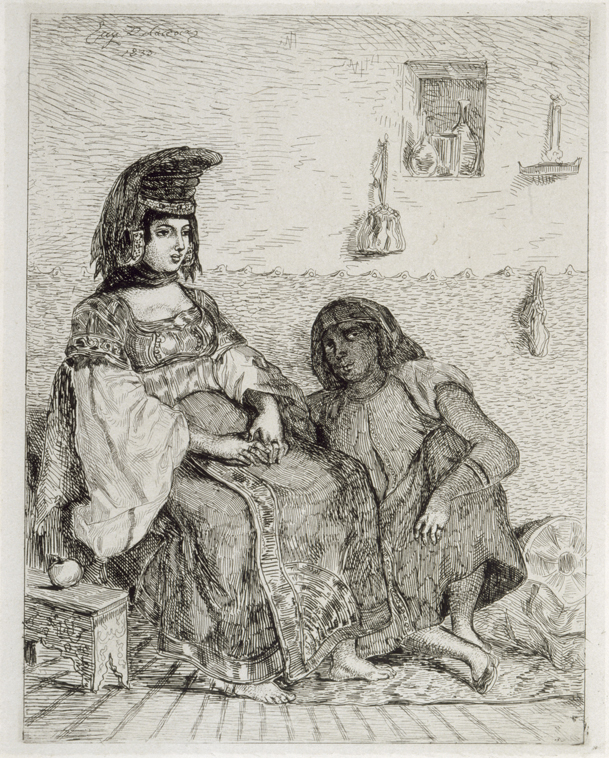
Єврейка в Танжері
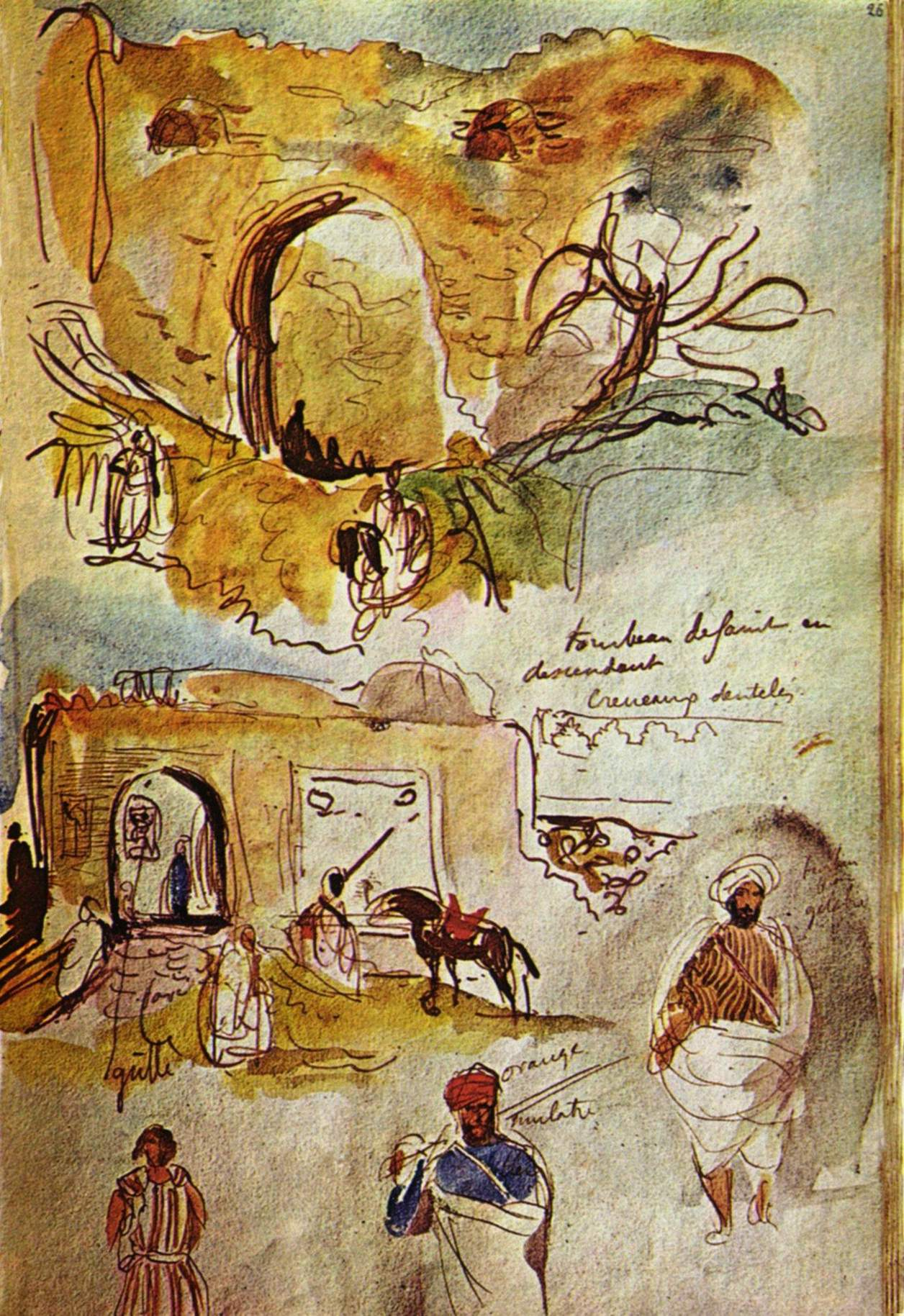
Сторінка з марокканськими замальовками, Лувр.

## Історичний живопис

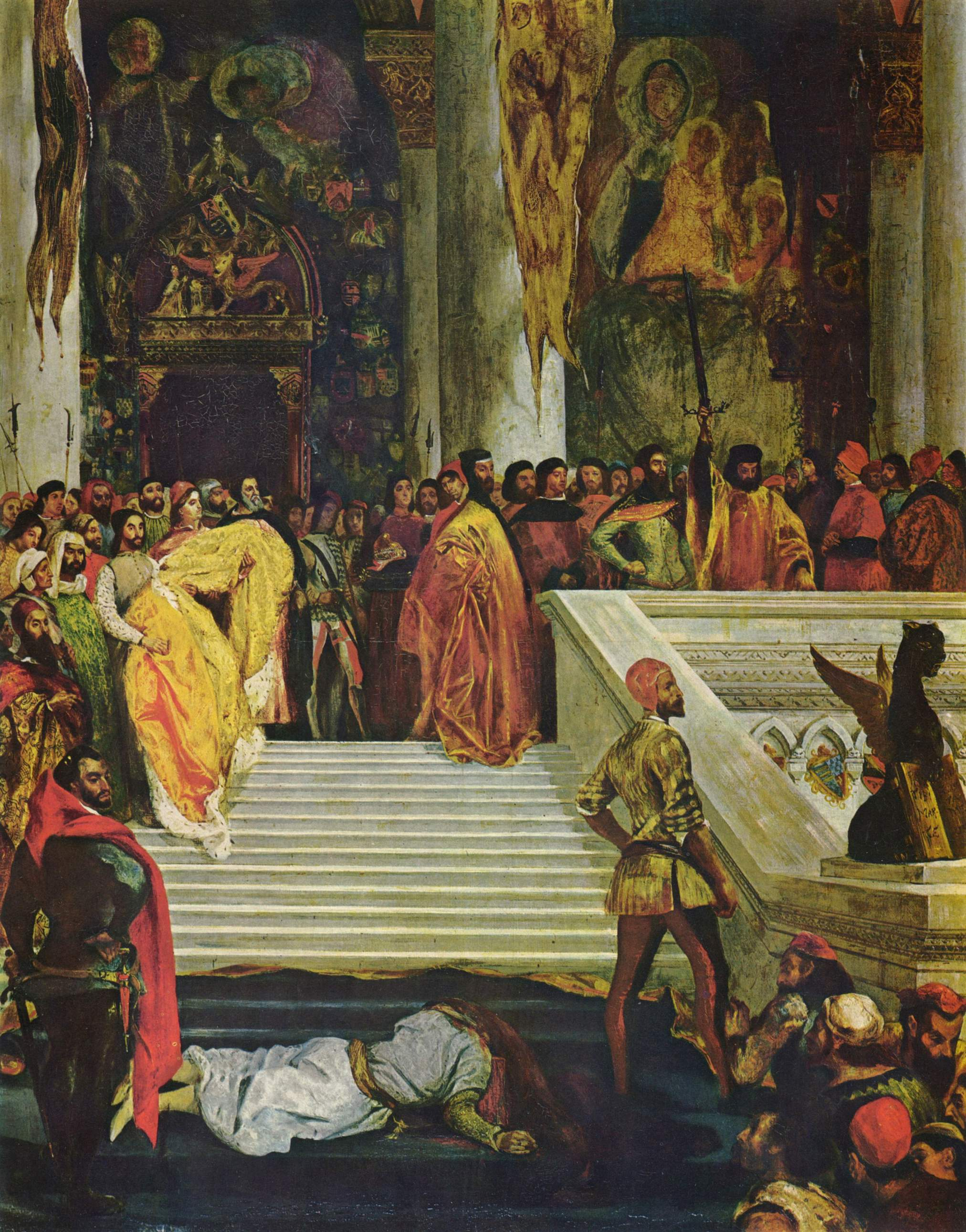
«Страта дожа Маріно Фальєро»
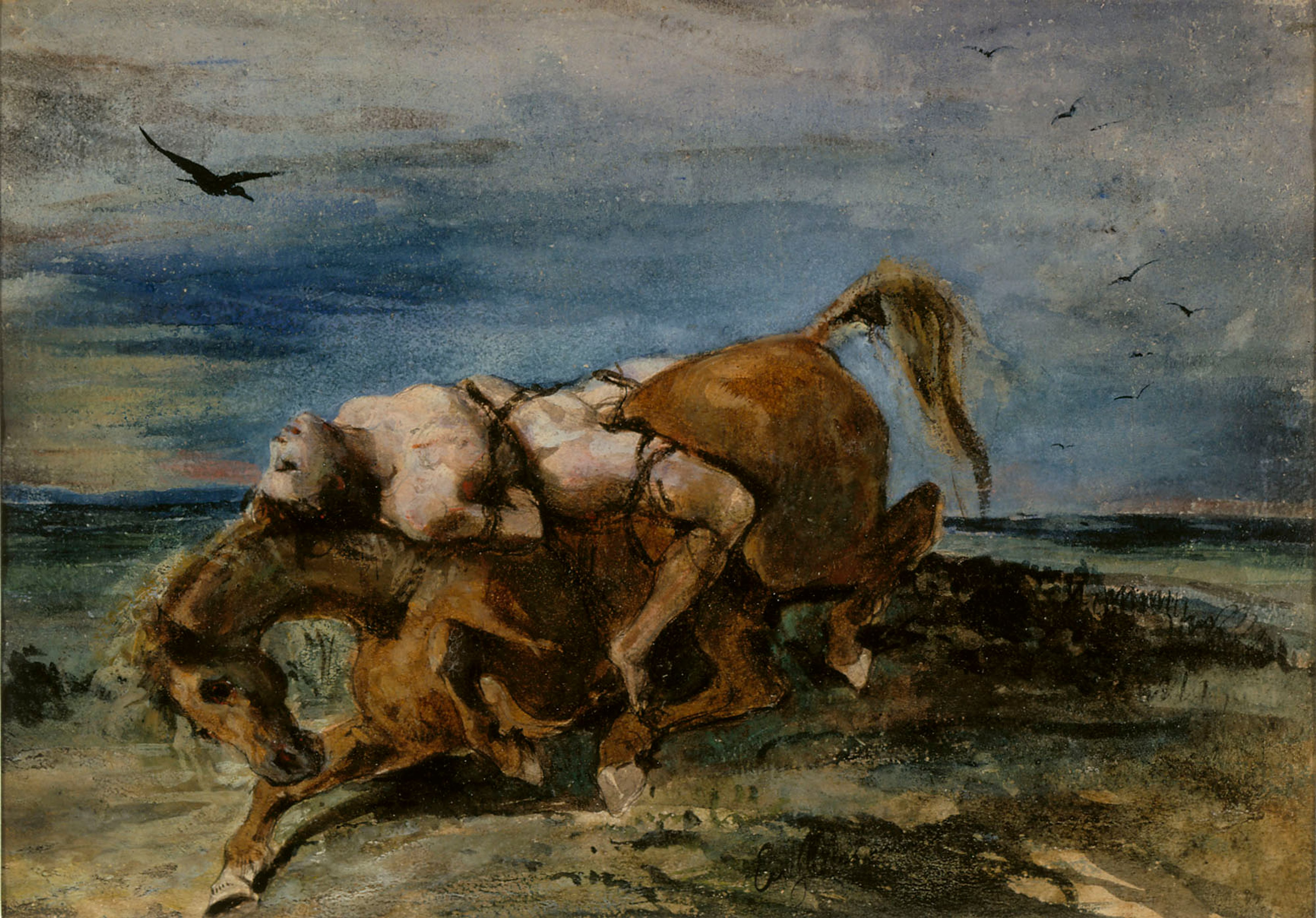
«Покарання Івана Мазепи на коні» (за легендою)
Свобода, що веде народ, 1830, Лувр
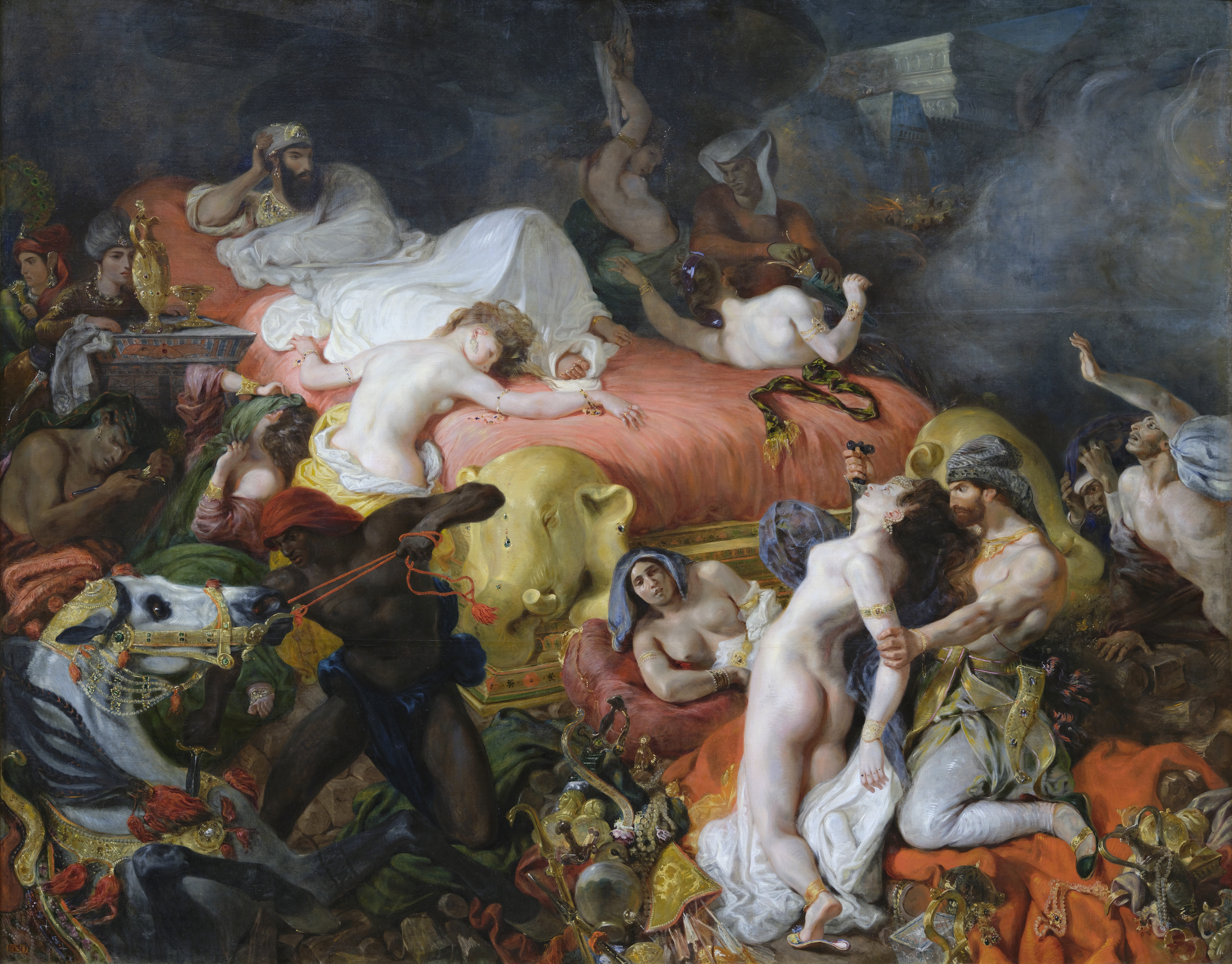
Смерть Сарданапала, Лувр

Делакруа не полишав працювати над картинами на історичні сюжети. Вони стосувалися як історії давньої («Баталія під Таєйбургом» 1837, Версальський палац), так і сучасної («Різанина на грецькому острові Хіос», 1824, Лувр, Париж).
Особливе місце серед історичних картин Делакруа посіло полотно «Захоплення хрестоносцями Костянтинополя» (1841, Лувр). Це давній сюжет в мистецтві Західної Європи. Його розробляли ще в Середньовіччі на мініатюрах в рукописах. Делакруа створить полотно розміром 4 на 5 метрів, котре буде пов'язане з мініатюрами лише сюжетом. Воно цілком самостійне з композицією.
Це було замовлення від влади. Король Франції Луї-Філіп розпочав благоустрій у Версалі і для Зали хрестових походів замовив картину Делакруа. Той поставився до завдання уважно: навіть вивчив мемуари графа де Бодуена, котрий був свідком страшної події четвертого хрестового походу. Деяка театралізація виконання не завадила побачити трагедію пограбованого міста, руйнації, загибелі мешканців. В чомусь картина нагадувала і «Різанину на острові Хіос», але нове полотно позбавлене недоліків картини «Прихильність імператора Траяна до полоненої матері» (1840, Руан, музей мистецтв).
Звертався Делакруа і до трагічних сторінок історії інших країн, серед них «Страта дожа Венеції Маріно Фальєро» (колекція Уоллес).

## Творчий спад
Делакруа хворів на сухоти. І працювати над картинами великого розміру ставало все важче. Окрім періодів натхнення прийшли й періоди спадів у настрої та в працездатності.
Він пише невеличкі картини з біблійними та літературними сюжетами («Овідій на засланні в краю скіфів», «Викрадення Ребекки»). Але це не йде в порівняння з драматичними композиціями «Смертю Сарданапала» чи пристрасною «Свободою, що веде народ на барикади».
Особистою драмою життя жінки і матері з легенди стала і картина «Медея готується вбити власних дітей» (Палац витончених мистецтв (Лілль), 1862), яка мало відома широкому загалу.

## Стінописи
Свою спробу зробити стінописи має і Делакруа. Він робив стінописи в Бурбонському палаці в Парижі та в Залі Миру в ратуші Парижу, але їх не зберегли. Дванадцять років художник присвятив стінописам в церкві Сен Сюльпіс.
Стінопис Делакруа в церкві Сен-Сюльпіс збережений на відміну від попередніх (виконаний у 1855—1861 рр).
Темою стали дві релігійні композиції — «Боротьба Якова з небесним янголом» та «Вигнання грабіжника Геліодора з Єрусалимського храму». Твори цікаві й тим, що створені в техніці енкавстики. Це була остання велика робота Делакруа і його останній прижиттєвий успіх.
У 1851 році його обрали в міську раду міста Париж, а в 1855 році нагородили орденом Почесного легіону.
Делакруа помер 13 серпня 1863 року в Парижі, похований на цвинтарі Пер-Лашез.